# Apetovia
Apetovia là một chi bướm đêm thuộc họ Geometridae.